# Шмаков, Сергей Александрович (политик)
Сергей Александрович Шмаков (род. 25 октября 1958, Бондарево, Аскизский район, Хакасская автономная область, Красноярский край, РСФСР) — российский государственный и политический деятель. Глава города Норильска (2007—2012). Член партии «Единая Россия». Ранее в 2001—2007 годах — депутат, затем председатель Норильского городского Совета III и IV созывов.

## Биография
Родился 25 октября 1958 года в селе Бондарево Аскизского района Хакасской автономной области Красноярского края (ныне Республики Хакасия).

### Образование и карьера
В 1980 году с отличием окончил Красноярский институт цветных металлов и по распределению был направлен в город Норильск, где прошёл трудовой путь от электрослесаря до заместителя управляющего ремонтного треста.
В 2001 году был избран депутатом, а затем председателем Норильского городского совета III и IV созывов (в 2006 году был переизбиран).
17 декабря 2007 года избран главой города Норильска.
20 марта 2012 года на основании решения депутатов Норильского городского совета и в связи с дальнейшим переездом в Санкт-Петербург был освобождён от должности главы города.
С 2012 года по настоящее время работает заместителем генерального директора ООО «Институт Гипроникель».

## Награды
- Орден Почёта
- Памятный знак «За содействие органам наркоконтроля»
- Медаль «МВД России 200 лет»
- Почётный гражданин города Норильска (26 июня 2018)[5][6]
- Почётные грамоты Губернатора и Законодательного собрания Красноярского края